# Joe Neguse
Joseph D. Neguse (Bakersfield, 13 de maio de 1984) é um político norte-americano que atua como representante dos EUA pelo 2.º distrito congressional do Colorado desde 2019. Membro do Partido Democrata, ele foi regente da Universidade do Colorado de 2008 a 2015. Neguse é o primeiro americano da Eritreia eleito para o Congresso dos Estados Unidos e o primeiro congressista de ascendência africana do Colorado.

## Vida pregressa
Os pais de Neguse emigraram da Eritreia para os Estados Unidos. Eles se conheceram enquanto moravam em Bakersfield, Califórnia, onde se casaram e tiveram Joe e sua irmã mais nova. A família se mudou para o Colorado quando ele tinha seis anos de idade. Depois de morar em Aurora, Littleton e Highlands Ranch, a família se estabeleceu em Boulder. Neguse se formou na ThunderRidge High School, na Universidade do Colorado em Boulder com bacharelado em ciência política e economia em 2005, e na Faculdade de Direito da Universidade do Colorado com seu Juris Doctor em 2009.

## Vida pessoal
Neguse e sua esposa, Andrea, tiveram seu primeiro filho em agosto de 2018. Andrea Neguse é de ascendência hispânica.

## Carreira
Enquanto estudante, Neguse fundou a New Era Colorado, uma organização para envolver os jovens na política. Ele trabalhou no Capitólio Estadual do Colorado como assistente de Andrew Romanoff, enquanto Romanoff era membro da Câmara de Representantes do Colorado. Neguse foi eleito para ser um dos regentes da Universidade do Colorado, representando o 2.º distrito congressional do Colorado em 2008, após indicação do Partido Democrata.
Neguse concorreu à Secretaria de Estado do Colorado nas eleições de 2014. Ele perdeu para Wayne W. Williams por 47,5% a 44,9%. O governador John Hickenlooper nomeou Neguse o diretor executivo do Departamento de Agências Reguladoras do Colorado (Colorado Department of Regulatory Agencies, DORA) em junho de 2015.
Em 2017, Neguse renunciou ao cargo no DORA para concorrer às eleições de 2018 para a Câmara dos Representantes dos Estados Unidos pelo 2º distrito congressional do Colorado, buscando suceder Jared Polis. Ele também ingressou no escritório de advocacia Snell & Wilmer, trabalhando em direito administrativo.